# 木棉花酒店
木棉花酒店，屬於華潤集團旗下的，華潤投資控股有限公司附屬酒店企業，是在2003年成立，也是首家精品連鎖酒店集團。
現時有5家地區性酒店，包括北京华京木棉花酒店、深圳木棉花酒店、无锡木棉花酒店、河北雄縣白洋淀管理培训学院、广州米兰花酒店，以及丹楓白露酒店若干旗下酒店資產項目。